# Kim Ki-nam (Diplomat)

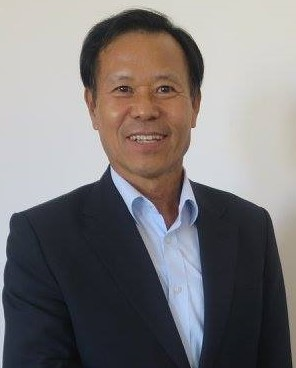
Botschafter Kim Ki-nam (2016)

Kim Ki-nam ist ein südkoreanischer Diplomat.
Im April 2014 wurde er zum Botschafter Südkoreas in Osttimor ernannt und folgte damit Seo Kyeong-seok (2010–2013). Davor war Kim Chef der Inspektion Kampfbereitschaft im Generalstab. Kims Nachfolger in Osttimor Lee Chin-bum übergab am 19. Januar 2018 seine Akkreditierung.